# Stockenhausen
Stockenhausen ist ein Stadtteil von Balingen im Zollernalbkreis in Baden-Württemberg.

## Geographie
Stockenhausen liegt südöstlich von Balingen zwischen Zillhausen, Frommern und Laufen an der Eyach. Es liegt am Fuße des Böllat (Burgfelden) und der Ruine Schalksburg.

## Geschichte
Stockenhausen wurde 1094 als Stokinhusen erstmals erwähnt. Über die Herren von Winzeln kam der Ort an das Kloster St. Gallen und schließlich an die Grafen von Zollern. 1403 verkauften die Grafen von Zollern die Herrschaft Schalksburg an Württemberg, womit auch Stockenhausen württembergisch wurde. Der Ort gehörte nun zum Amt und später zum Oberamt Balingen, welches ab 1806 Bestandteil des Königreichs Württemberg war. 1934 wurde das Oberamt Balingen in Kreis Balingen umbenannt und ging 1938 im Landkreis Balingen auf.
Am 1. Januar 1971 wurde Stockenhausen nach Frommern eingemeindet.

## Bauwerke

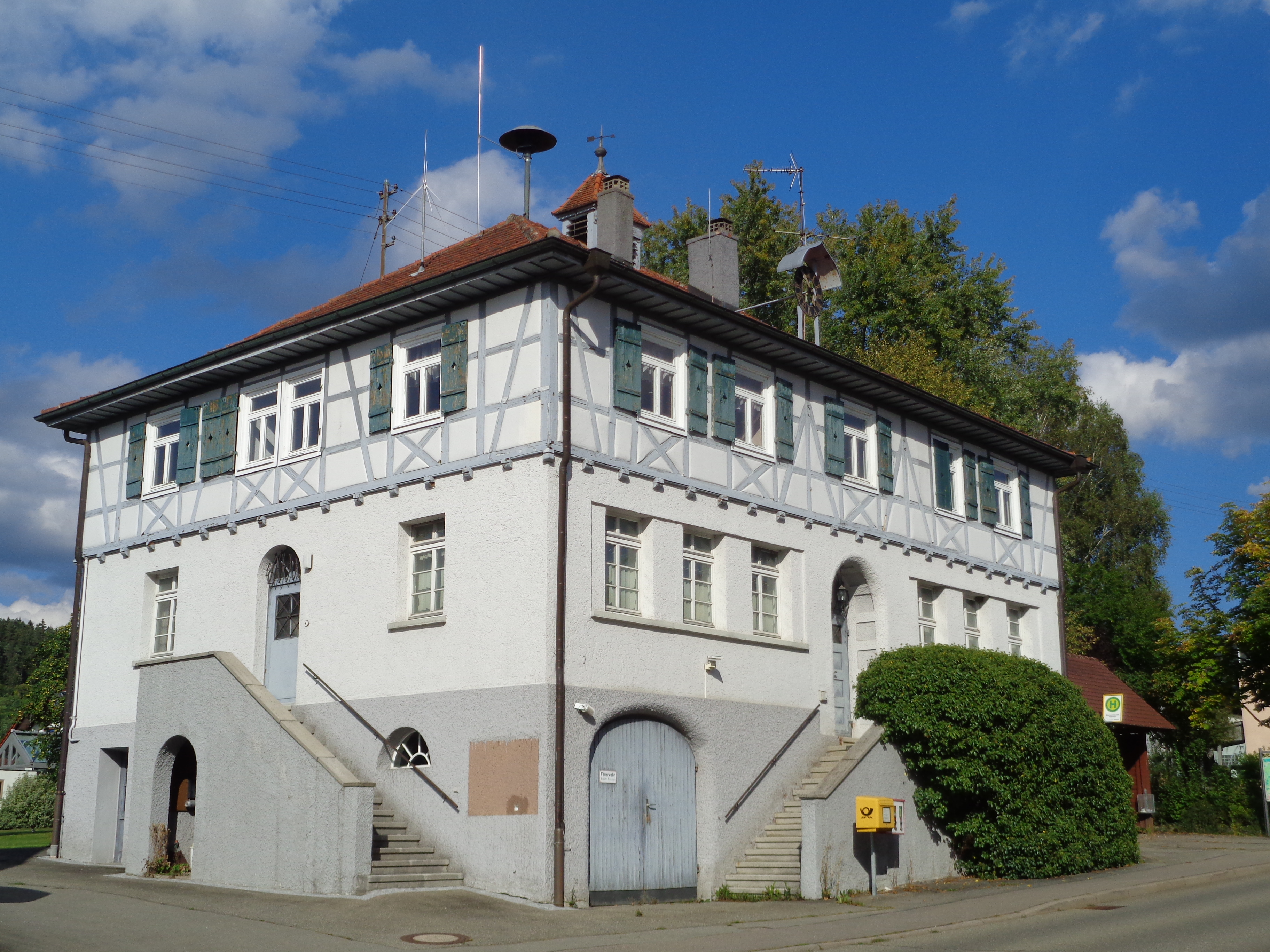
Schul- und Rathaus an der Zillhauser Straße

Siehe auch: Liste der Kulturdenkmale in Stockenhausen

## Religion
- Evangelische Kirchengemeinde Stockenhausen

## Politik

### Ortsvorsteher
- Hans Uhl (1975–2017)
- Stephan Reuß (seit 2017)

### Wappen
Das Wappen von Stockenhausen zeigt unter goldenem Schildhaupt eine an die seit 1403 bestehende Zugehörigkeit zu Württemberg erinnernde schwarze Hirschstange, darunter auf rotem Grund ein weißes Kreuz.

## Verkehr
Stockenhausen liegt nahe der Bundesstraße 463 (Sigmaringen – Balingen). Mit der Landstraße 442 ist Stockenhausen eine Verbindungsgemeinde zwischen Frommern und Albstadt-Pfeffingen.